# Nickelodeon Kids’ Choice Awards 2008

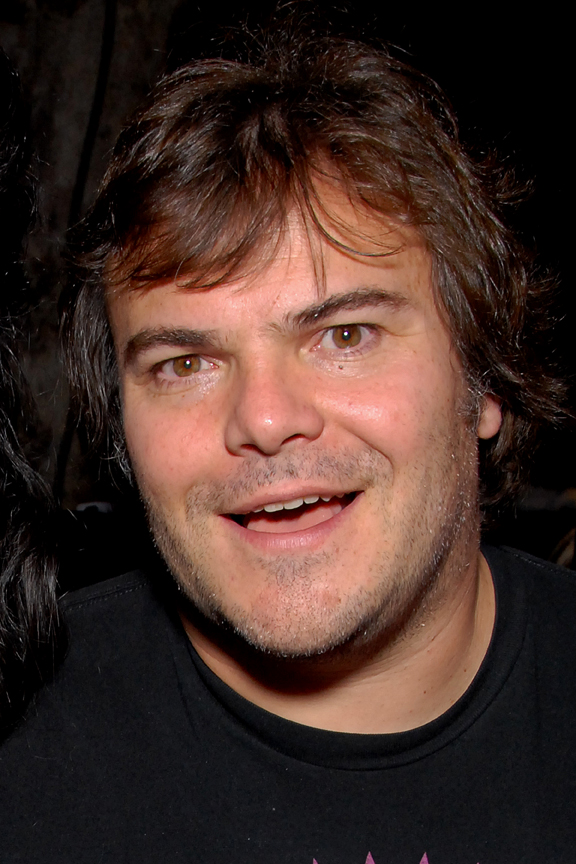
Moderator Jack Black (2011)

Die Nickelodeon Kids’ Choice Awards 2008 (KCA) fanden am 29. März 2008 im Pauley Pavilion auf dem Gelände der University of California in Los Angeles statt. Es war die 21. US-amerikanische Preisverleihung der Blimps. Dies sind orangefarbene, zeppelinförmige Trophäen mit dem Logo des Senders Nickelodeon, die in 18 Kategorien vergeben wurden. Darüber hinaus erhielt Cameron Diaz den silbernen Wannabe Award. Der Moderator der Verleihung war der Schauspieler Jack Black. Die zweistündigen Vorberichte vom „orangen Teppich“ namens Countdown to the Kids’ Choice Awards wurden von Lily Collins, J. Boogie und Jeff Sutphen, verkleidet als Superheld „Pick Boy“, moderiert.

## Live-Auftritte
Lil’ Mama präsentierte während der Vorab-Show vom „orangen Teppich“ den Titel Shawty Get Loose. Während der Verleihung sang zunächst The Naked Brothers Band den Song I Don’t Want to Go to School und im weiteren Verlauf Miley Cyrus den Titel Girl’s Night Out.

## Schleimduschen
Zur Belustigung erhalten jedes Jahr einige Prominente eine grüne Schleimdusche. Nickelodeon versteht dies als höchste Würdigung. Diese besondere Ehre wurde den Schauspielern Orlando Bloom, Brendan Fraser und Harrison Ford sowie dem Moderator Jack Black zuteil. Ferner wurden kleine Stunts mit Schleim gezeigt: Heidi Klum brachte hängend an einem Kran mit Schleim gefüllte Luftballons auf einer Dartscheibe zum Platzen. Akon musste mit einem Fahrzeug in einem Parcours Schleimfontänen auslösen und Usher spritze mit Schleim aus einem Wasserschlauch einen Sumoringer über eine Rutschbahn fort.

## Kategorien
Kinder und Jugendliche konnten ab dem 3. März 2008 über die Internetseiten von Nickelodeon für ihre Kandidaten abstimmen. Nicht zur Abstimmung stand der silberne Wannabe Award, der Cameron Diaz verliehen wurde. Dieser Preis wurde von 2001 bis 2008 dem Idol verliehen, das Kinder gerne selbst wären.
Die Gewinner sind fett angegeben.

### Fernsehen
| - Drake & Josh - Hannah Montana - Hotel Zack & Cody - iCarly - Miley Cyrus – Hannah Montana - Emma Roberts – Unfabulous - Jamie Lynn Spears – Zoey 101 - Raven-Symoné Pearman – Raven blickt durch - Drake Bell – Drake & Josh - Cole Sprouse – Hotel Zack & Cody - Dylan Sprouse – Hotel Zack & Cody - Josh Peck – Drake & Josh | - Avatar – Der Herr der Elemente - Die Simpsons - Ed, Edd und Eddy - SpongeBob Schwammkopf - American Idol - America’s Next Top Model - Are You Smarter than a 5th Grader? - Deal or No Deal |

### Film
| - Alvin und die Chipmunks – Der Kinofilm - Pirates of the Caribbean – Am Ende der Welt - Sind wir endlich fertig? - Transformers - Jessica Alba – Fantastic Four: Rise of the Silver Surfer - Drew Barrymore – Mitten ins Herz – Ein Song für dich - Keira Knightley – Pirates of the Caribbean – Am Ende der Welt - Kirsten Dunst – Spider-Man 3 - Johnny Depp – Pirates of the Caribbean – Am Ende der Welt - Dwayne Johnson – Daddy ohne Plan - Eddie Murphy – Norbit - Ice Cube – Sind wir endlich fertig? | - Ratatouille - Bee Movie – Das Honigkomplott - Shrek der Dritte - Die Simpsons – Der Film - Eddie Murphy – Shrek der Dritte als Esel - Cameron Diaz – Shrek der Dritte als Prinzessin Fiona - Jerry Seinfeld – Bee Movie – Das Honigkomplott als Barry B. Benson - Mike Myers – Shrek der Dritte als Shrek |

### Musik
| - Jonas Brothers - Boys Like Girls - Fall Out Boy - Linkin Park - Girlfriend – Avril Lavigne - Beautiful Girls – Sean Kingston - Big Girls Don’t Cry – Fergie - Don’t Matter – Akon | - Miley Cyrus - Alicia Keys - Beyoncé - Fergie - Chris Brown - Bow Wow - Justin Timberlake - Soulja Boy |

### Sport
| - Danica Patrick - Cheryl Ford - Serena Williams - Venus Williams | - Tony Hawk - Alex Rodríguez - Shaquille O’Neal - Tiger Woods |

### Andere
| - Madden NFL 2008 - Dance Dance Revolution - Guitar Hero - High School Musical: Sing It! - Harry Potter – Joanne K. Rowling - Billys Wette oder wie man gebratene Würmer isst – How to Eat Fried Worms – Thomas Rockwell - Buffy The Vampire Slayer, 8. Staffel, Band 1: Die Rückkehr der Jägerin – The Long Way Home – Joss Whedon (ffd.) - Gregs Tagebuch – Diary of a Wimpy Kid – Jeff Kinney | - Cameron Diaz |

### Deutschland
Wie 2007 wurden 2008 eigenständige deutsche Nick Kids’ Choice Awards veranstaltet.